# Pterolophia elegans
Pterolophia elegans là một loài bọ cánh cứng trong họ Cerambycidae.